# Бастер Кітон знову на коні
«Бастер Кітон знову на коні» (Buster Keaton Rides Again) — документальний біографічний фільм 1965 року про знімання фільму Бастера Кітона «Залізничник» (англ. The Railrodder), який також вийшов в 1965 році. Попри те, що це документальний фільм, він насправді довший, ніж Railrodder, який тривав тільки 24 хвилини. Обидва фільми були випущені Національною радою з кінематографії Канади.

## Сюжет
Документальний фільм про знімання кінострічки «Залізничник» (англ. The Railrodder). У фільмі також використовуються кадри з фільмів «Помічник м'ясника» (1917), «Замерзла північ» (1922), «Сім шансів» (1925) і «Генерал» (1927).

## У ролях
- Бастер Кітон — камео
- Еліонор Кітон — камео
- Джеральд Поттертон — камео
- Майкл Кейн — озвучка